# Myiomela leucura
Myiomela leucura é uma espécie de ave da família Muscicapidae.
Pode ser encontrada nos seguintes países: Bangladesh, Butão, Camboja, China, Índia, Laos, Malásia, Myanmar, Nepal, Taiwan, Tailândia e Vietname.
Os seus habitats naturais são: florestas subtropicais ou tropicais húmidas de baixa altitude e regiões subtropicais ou tropicais húmidas de alta altitude.